# Orange pekoe

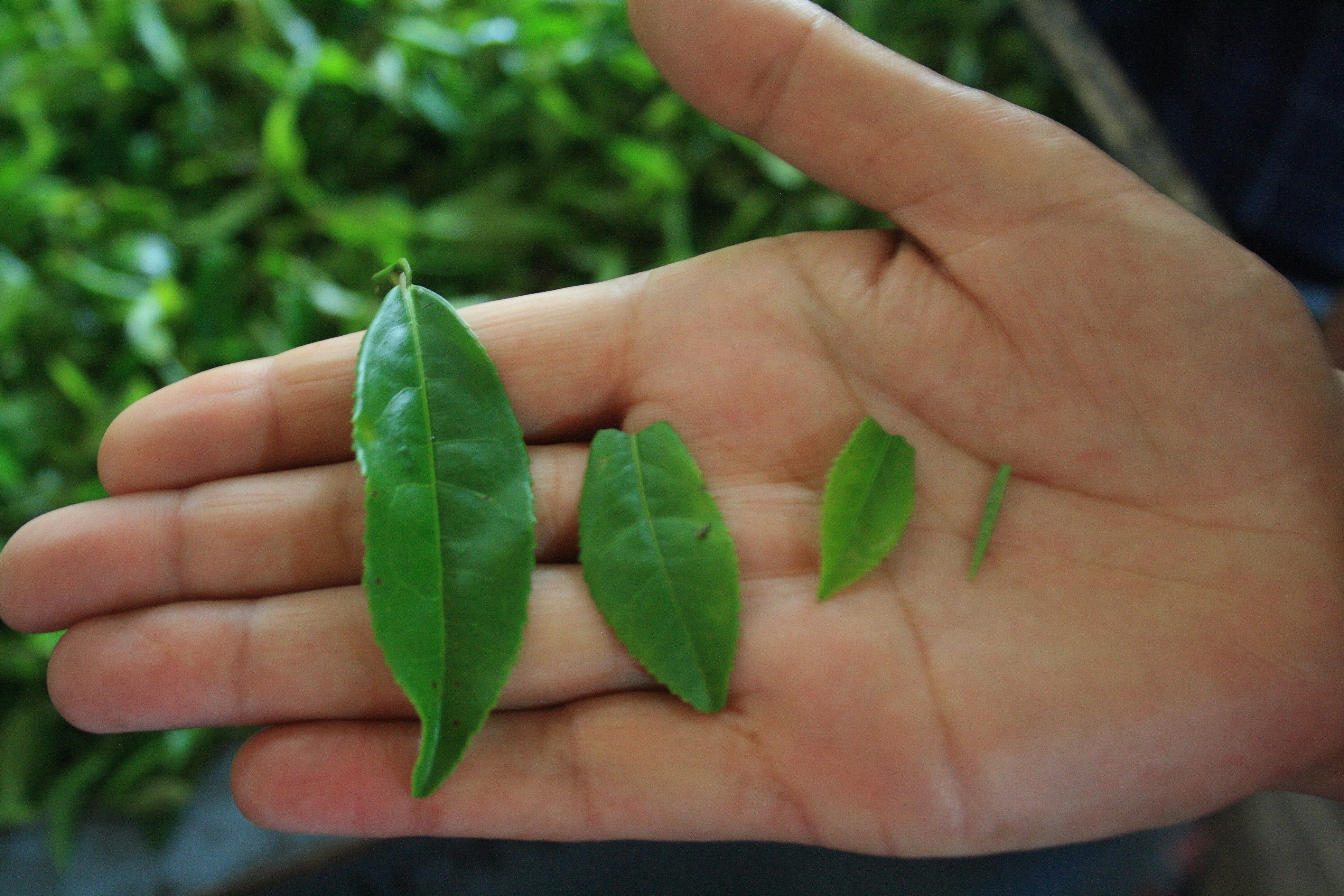
Čerstvé čajové lístky různé velikosti. Čím menší lístek, tím vyšší cena za gram

Orange pekoe je označení pocházející z angličtiny, které se užívá v oblasti (především) černých čajů ze Srí Lanky a Indie, jež jsou expedovány na západ.
Jde o dva nejsvrchnější a tudíž nejmladší lístky čajovníku, mezi nimiž se nachází pupen (tips). Jsou velice bohaté na cenné látky, tím pádem po zpracování poskytují nejlepší čaje. Někdy se řadí do cca osmi podkategorií dle jakosti.